# Темплер, Джеральд
Сэр Дже́ральд Уолтер Роберт Те́мплер (англ. Sir Gerald Walter Robert Templer) (11 сентября 1898 – 25 октября 1979) — британский военачальник, фельдмаршал (1956).

## Начало военной службы
С 1916 года служил в Британских Вооружённых Силах. Он был зачислен в Королевский Ирландский фузилерный полк и в его рядах участвовал в Первой мировой войне.
В 1919—1920 годах служил в Персии, где британские войска принимали активное участие в боевых действиях против противников устраивающего их шаха, участвовал в боях. В 1920-х годах долго служил в британских войсках в Палестине, тогда же окончил штабной колледж. С 1932 года — в штабе Южного командования в метрополии, в 1933 году переведён в штаб Северного командования. Активный участник подавления Арабского восстания 1936—1939 годов, за отличия в операциях против арабских повстанцев награждён орденом. С 1936 года — офицер штаба 53-й Уэльской пехотной дивизии. С 1938 года служил в Имперском Генеральном Штабе и в Военном министерстве.

## Вторая мировая война
В начале войны в звании подполковника был офицером отдела военной разведки в штабе Британских Экспедиционных Сил во Франции. Вместе с ними был эвакуирован после разгрома союзных армий во время Французской кампании в 1940 году, в критической обстановке проявил выдержку и способствовал спасению большого количества солдат. Назначен командиром батальона в Королевском Суссекском пехотном полку. В том же году назначен командиром 210-й пехотной бригады на территории метрополии. С 1941 года — начальник штаба 5-го армейского корпуса, произведён в бригадиры. В 1942 году командовал 47-й пехотной дивизией в чине генерал-майора, затем назначен командиром 2-го армейского корпуса и повышен в звании до генерал-лейтенанта. Однако через несколько месяцев понижен в должности до командира 56-й пехотной дивизии и в соответствиями с правилами прохождения службы в британской армии соответственно понижен и в звании вновь до генерал-майора.
Во главе этой дивизии сражался в боях Североафриканской кампании. С лета 1943 года — командир 1-й пехотной дивизии, которая хорошо проявила себя в боевых действиях в Итальянской кампании. В июле 1944 года назначен командиром 6-й бронетанковой дивизии там же в Италии, но через месяц получил тяжелое ранение при подрыве автомобиля на мине. После выздоровления назначен в штаб 21-й группы армий союзников, сражавшейся во Франции и в Западной Германии.

## Первые послевоенные годы
После окончания войны с 1945 года — военный губернатор Британской зоны оккупации Германии. С 1946 года — Директор военной разведки в Военном министерстве Великобритании. С 1948 года — заместитель начальника Имперского Генерального Штаба. С 1950 года — Главнокомандующий Восточным командованием. По этой должности ему подчинялись все британские Вооружённые силы на Дальнем Востоке, в том числе по организационным вопросам и британские войска, сражавшиеся в Корейской войне в составе войск ООН. Неоднократно посещал зону боевых действий и расположение британских войск в Южной Корее в период войны. В 1949 году пожалован в рыцари.

## Война в Малайе
С 1952 года — Верховный комиссар Великобритании в Британской Малайе, где в то время шла ожесточенная война за независимость. Ему полностью подчинялись все военные и гражданские власти колонии. За период пребывания на этой должности Темплеру удалось переломить ход войны и значительно снизить её накал. Основной причиной успеха Темплера стали не столько боевые операции, сколько пересмотренная политика во взаимоотношениях с местным населением и повстанцами. Сам он охарактеризовал её как «завоевание умов и сердец населения». Так, он полностью уравнял в гражданских и экономических правах все национальности Малайи, в том числе национальные меньшинства, чем лишил повстанцев одного из главных пропагандистских козырей. Всем добровольно сдавшимся повстанцам гарантировалась амнистия и немедленное восстановление в правах.
Отказавшись от широкомасштабных карательных операций, британские войска сосредоточились на выявлении и ликвидации партизанских баз и устранении руководителей повстанцев. Из контролируемых повстанцами районов выселялось местное население, запасы продовольствия вывозились или уничтожались. Для лишения партизан продовольствия широко применялось использование гербицидов, уничтожающих хозяйственные культуры.
После отзыва Теплера из Малайи начатая им политика продолжала применяться и в дальнейшем. В итоге к концу 1950-х годов боевые действия в Малайе практически прекратились, будучи сведены к отдельным террористическим акциям. Война в Малайе стала одним из редких примеров победы в противопартизанской войне в двадцатом веке.

## Последние годы службы и отставка
С 1955 года — начальник Имперского Генерального Штаба. В 1956 году произведен в фельдмаршалы. В 1958 году уволен в отставку. В отставке сосредоточился на создании и развитии Национального военного музея. В 1966—1973 — лорд-лейтенант Большого Лондона.
Похоронен в часовне Святого Георгия в Виндзорском замке.

## Память о Темплере
В Малайзии его имя носит парк, находящийся недалеко от Куала-Лумпура, основанный по его инициативе.

## Воинские звания
- 1916 — второй лейтенант
- 1918 — лейтенант
- 1928 — капитан
- 1938 — майор
- 1939 — подполковник (лейтенант-полковник)
- 1941 — полковник
- 1945 — генерал-майор (как временное имел это звание с 1942 года, срок нахождения в звании установлен с 1944)
- 1948 — генерал-лейтенант (как временное имел это звание в 1942—1943 годах)
- 1950 — генерал
- 27.11.1956 — фельдмаршал

## Награды

### Британские награды
- Рыцарь ордена Подвязки (KG, 1963)
- Рыцарь Большого креста ордена Бани (GCB, 1955)
- Рыцарь Большого креста ордена Святого Михаила и Святого Георгия (GCMC, 1953)
- Рыцарь — командор ордена Бани (КСВ, 1951)
- Рыцарь — командор ордена Британской империи (КВЕ, 1949)
- Командор ордена Святого Михаила и Святого Георгия (GCMC, 1946)
- Кавалер ордена Бани (CB, 1944)
- Кавалер ордена «За выдающиеся заслуги» (DSO, 1936)
- Офицер ордена Британской империи (ОВЕ, 1940)
- Королевская Викторианская медаль
- Британская военная медаль

### Иностранные награды
- Командор Ордена «Легион Почёта» (США, 1946)
- Военный крест (Бельгия, 1946)
- Кавалер Большого Креста Ордена Королевского дома Оранских-Нассау (Нидерланды, 1946)
- Малайский орден